# The Bootleg Series Vol. 9 – The Witmark Demos: 1962–1964
The Bootleg Series Vol. 9 – The Witmark Demos: 1962–1964 je kompilační album, sestavené z demo nahrávek amerického písničkáře Boba Dylana, nahrané mezi lety 1962–1964 a vydané v roce 2010.

## Seznam skladeb
Všechny skladby napsal Bob Dylan, není-li uvedeno jinak.

### Disk 1
1. „Man on the Street“ (Fragment) – 1:07
2. „Hard Times in New York Town“ – 1:57
3. „Poor Boy Blues“ – 3:01
4. „Ballad for a Friend“ – 2:23
5. „Rambling, Gambling Willie“ – 3:38
6. „Talking Bear Mountain Picnic Massacre Blues“ – 3:42
7. „Standing on the Highway“ – 2:32
8. „Man on the Street“ – 1:30
9. „Blowin' in the Wind“ – 2:38
10. „Long Ago, Far Away“ – 2:29
11. „A Hard Rain's a-Gonna Fall“ – 6:49
12. „Tomorrow Is a Long Time“ – 3:46
13. „The Death of Emmett Till“ – 4:32
14. „Let Me Die in My Footsteps“ – 1:37
15. „Ballad of Hollis Brown“ – 4:08
16. „Quit Your Low Down Ways“ – 2:50
17. „Baby, I'm in the Mood for You“ – 1:36
18. „Bound to Lose, Bound to Win“ – 1:19
19. „All Over You“ – 3:52
20. „I'd Hate to Be You on That Dreadful Day“ – 2:00
21. „Long Time Gone“ – 3:46
22. „Talkin' John Birch Paranoid Blues“ – 3:17
23. „Masters of War“ – 4:23
24. „Oxford Town“ – 2:33
25. „Farewell“ – 3:58

### Disk 2
1. „Don't Think Twice, It's All Right“ – 3:38
2. „Walkin' Down the Line“ – 3:23
3. „I Shall Be Free“ – 4:30
4. „Bob Dylan's Blues“ – 1:58
5. „Bob Dylan's Dream“ – 3:53
6. „Boots of Spanish Leather“ – 5:49
7. „Girl from the North Country“ – 3:09
8. „Seven Curses“ – 3:13
9. „Hero Blues“ – 1:36
10. „Whatcha Gonna Do?“ – 3:36
11. „Gypsy Lou“ – 3:45
12. „Ain't Gonna Grieve“ – 1:28
13. „John Brown“ – 4:19
14. „Only a Hobo“ – 2:25
15. „When the Ship Comes In“ – 2:56
16. „The Times They Are a-Changin'“ – 3:03
17. „Paths of Victory“ – 4:11
18. „Guess I'm Doing Fine“ – 4:08
19. „Baby, Let Me Follow You Down“ (Eric Von Schmidt, Reverend Gary Davis, Dave Van Ronk) – 1:56
20. „Mama, You Been on My Mind“ – 2:14
21. „Mr. Tambourine Man“ – 5:55
22. „I'll Keep It with Mine“ – 3:34